# Macromitrium cylindricum
Macromitrium cylindricum är en bladmossart som beskrevs av Mitten 1869. Macromitrium cylindricum ingår i släktet Macromitrium och familjen Orthotrichaceae. Inga underarter finns listade i Catalogue of Life.